# Cavalier Mk VII (A24)
O tanque Mk VII Cavalier (A24) foi um tanque cruzador do Reino Unido de uso na Segunda Guerra Mundial, era um veículo concebido com muitos problemas devido a pressa na sua construção. Seu motor era muito fraco.

## História
Com design feito pela Nuffield era um tanque para substituir o tanque Crusader Mk VI (A15) que já estava obsoleto, o general do estado-maior do Reino Unido já havia feito os desenhos para um novo tanque em 1941. O Cavalier entrou em operação sem ter sido avaliado em testes, e o grande problema foi o fraco motor Liberty construído sob licença pela Nuffield. Seu sucessor o Cromwell Mk VIII (A27M) teve melhor sorte pois tinha um motor Meteor que era uma variante do motor Merlin de 600cv ou seja 50% a mais de potência do que o do Cavalier. Os Cavaliers que foram construídos eram utilizados em treinos e como carros blindados de apoio.

### Uso francês
Foram fornecidos ao exército francês doze unidades do Cavalier que foram entregues ao 12º Regimento Dragoon da 14º Divisão de Infantaria da França.

### Variações

#### Cavalier OP
o Cavalier OP foi construído em 1943 e teve o seu espaço interno aumentado para que pudesse servir de torre de observação de artilharia e para as comunicações de rádio.

#### Cavalier ARV
No Cavalier ARV foi modificada a torre movida mais para a traseira e seu uso era para operações de resgate.